# Орловка (Каргапольський район)
Орло́вка (рос. Орловка) — присілок у складі Каргапольського району Курганської області, Росія. Входить до складу Зауральської сільської ради.
Населення — 60 осіб (2010, 105 у 2002).
Національний склад населення станом на 2002 рік: росіяни — 93 %.